# Wiesław Babik (biolog)
Wiesław Babik (ur. 1976) – polski profesor nauk biologicznych, wykładowca Uniwersytetu Jagiellońskiego.

## Życiorys
Wiesław Babik pochodzi z Andrychowa, gdzie ukończył liceum ogólnokształcące. W okresie szkolnym był stypendystą Krajowego Funduszu na rzecz Dzieci. W 2000 ukończył biologię na Uniwersytecie Jagiellońskim. W 2004 uzyskał na UJ doktorat z nauk biologicznych na podstawie napisanej pod kierunkiem Jacka Szymury pracy Naturalna hybrydyzacja między traszką zwyczajna (Triturus vulgaris L.) a traszką karpacką (T. montandoni Blgr). W 2010 habilitował się tamże, przedstawiając dzieło Znaczenie doboru naturalnego i dryfu genetycznego w kształtowaniu zmienności genów zgodności tkankowej klasy II (MHC II). W 2015 uzyskał tytuł naukowy profesora.
Babik zajmuje się biologią ewolucyjną, a w jej obrębie wpływem hybrydyzacji międzygatunkowej na proces powstawania gatunków, procesami ewolucyjnymi zachodzącymi w populacjach wykazujących strukturę geograficzną oraz genetyczne podstawy adaptacji. Analizuje różnice genetyczne między osobnikami i populacjami w czasie i przestrzeni. Opracowuje metody określania różnic genetycznych między osobnikami, szczególnie w genach głównego kompleksu zgodności tkankowej.
Po obronie doktoratu pracował w Helmholtz-Zentrum für Umweltforschung (UFZ) w Halle i Imperial College London. Zawodowo związany z Instytutem Nauk o Środowisku Wydziału Biologii UJ, gdzie kieruje Zespołem Genomiki i Ewolucji Eksperymentalnej. Pracował także w Instytucie Systematyki i Ewolucji Zwierząt Polskiej Akademii Nauk.
Wyróżniony Nagrodą Narodowego Centrum Nauki 2015 w dziedzinie Nauk o życiu o wartości 50 tys. zł za badania nad ewolucją adaptatywną zwierząt ze szczególnym uwzględnieniem zmienności genów MHC.